# Токарев, Анатолий Георгиевич
Анатолий Георгиевич Токарев (род. 2 января 1937) — советский и российский валторнист и музыкальный педагог, заслуженный артист РСФСР (1991), артист оркестра дважды Краснознамённого академического ансамбля песни и пляски Советской Армии имени А. В. Александрова.
Преподаватель класса валторны Детской музыкальной школы (ДМШ) и Московского государственного колледжа музыкального исполнительства имени Фредерика Шопена (МГКМИ им. Ф. Шопена), заведующий духовым отделом ДМШ им. Ф. Шопена.
Окончил МГК им. П. И. Чайковского по классу валторны в 1968 году. Был музыкантом известных оркестров: оркестр Почётного караула комендатуры г. Москвы, Московского музыкального театра им Станиславского и Немировича-Данченко, Госкомитета по телевидению и радиовещанию при СМ СССР, а также солистом оркестра Краснознамённого ансамбля песни и пляски Советской Армии им. Александрова.
Многие годы является членом художественного совета духового отдела и аттестационной комиссии Методического кабинета города Москвы.
Опытный преподаватель с многолетним (более 30 лет) стажем, А. Г. Токарев является продолжателем лучших традиций российской музыкальной педагогики, работая по своей методике. Выпускники класса А. Г. Токарева продолжают своё музыкальное образование, поступив в средние и высшие учебные заведения, становятся профессиональными музыкантами. Среди них: Олег Скроцкий — солист оркестра Петербургской филармонии им. Е. Мравинского, Алексей Раев — солист оркестра (концертмейстер группы) Большого театра, Антон Ветров — артист БСО им. Чайковского, там же работал другой выпускник Анатолия Георгиевича — Тимофей Слёзкин, Наталья Белова — солистка оркестра МТКЦ Слободкина, преподаватель МГДМШ им. Гнесиных.
Учащиеся и студенты класса являются лауреатами и дипломантами многих конкурсов и фестивалей: Открытого международного конкурса «Николай Рубинштейн и московская композиторская школа», Открытого международного конкурса солистов и ансамблей — исполнителей на духовых инструментах ассоциации «Классическое наследие», конкурса юных музыкантов II этапа программы «Ступени к Пушкину» «Серебряные трубы», фестиваля «Московские звёздочки» и другие.
Неоднократно входил в жюри различных конкурсов: Московского конкурса юных флейтистов, Московского конкурса юных трубачей, конкурса «Серебряные трубы» и другие. По приглашению Ивановской областной филармонии участвовал в составе жюри региональных конкурсов.
Проводит мастер-классы для преподавателей ДМШ и ДШИ города Москвы.

## Награды
Награждён медалями «За отличие в воинской службе», «Ветеран труда», «Ветеран вооружённых сил СССР», «В память 850-летия Москвы», имеет звание «Заслуженный артист РСФСР», Почётные грамоты от руководителей коллективов, грамоты и дипломы Департамента культуры г. Москвы, Управления культуры ЦАО города Москвы, а также Методического кабинета город Москвы, благодарственное письмо от Российского фонда культуры, подписанное академиком Д. Лихачевым, Благодарность «Московские мастера» конкурса «Лучший преподаватель Москвы ДШИ 2003 года».